# Saint-André-de-Vézines
 Saint-André-de-Vézines  là một xã ở tỉnh Aveyron, thuộc vùng Occitanie ở miền nam nước Pháp.